# Csárdaszállás
Csárdaszállás község Békés vármegye Gyomaendrődi járásában.

## Fekvése
Békéscsabától északnyugatra, Gyomaendrőd és Mezőberény között fekvő település. Szomszédai: északkelet felől Körösladány, kelet felől Köröstarcsa, délkelet felől Mezőberény, északnyugat felől pedig Gyomaendrőd. Déli, délnyugati és nyugati irányból a két utóbbi városhoz tartozó, jobbára lakatlan külterületek határolják, délnyugat felől a legközelebbi település Hunya, de a közigazgatási területeik nem érintkeznek egymással.

### Megközelítése
Központján áthalad a 46-os főút, így a 4-es főút és a 47-es főút felől, Törökszentmiklós-Mezőtúr, illetve Mezőberény-Békéscsaba felől is ezen közelíthető meg. Szomszédai közül Köröstarcsával a 4233-as út köti össze, Körösladány és Szeghalom felé is ez az út kínál összeköttetést.
Vonattal a MÁV 120-as számú (Budapest–)Szolnok–Békéscsaba–Lőkösháza-vasútvonalán érhető el, amelynek egy megállási pontja van itt. Csárdaszállás vasútállomás a vasút állomásainak viszonylatában Gyoma vasútállomás és Mezőberény vasútállomás között található, közúti elérését a 46-os útból délnek kiágazó 46 354-es számú mellékút teszi lehetővé.

## Története
Csárdaszállás viszonylag új település. 1952-ben alakult ki Köröstarcsa tanyavilágából. Környéke azonban már ősidők óta lakott hely volt, amit az itt talált őskorból, réz- és bronzkorból, szkíta és avar időkből származó leletek sokasága is bizonyít.
Az 1800-as évek elején állítólag Rózsa Sándor szállt meg néha a község szélén álló csárdában. (A csárda később iskola lett, majd szolgálati lakás.). Idősebb lakosok emlékeznek a földalatti alagútra, amely egy közeli mocsaras részre vezetett. Természetesen lehetséges, hogy nem a híres betyár, hanem más, a törvény elől menekülő emberek egérútja volt az alagút.
1945 előtt csárdaszállási tanyák néven volt ismert. 1945 után földmérők felmérték a tanyákat, közéjük utcákat rajzoltak.
A falu nevét a csárdáról kapta.
Az 1980-as évekre virágzó mezőgazdasági falu lett, 8-900 fő lakossal. Híres volt a rizs vetőmag termeléséről.

## Közélete

### Polgármesterei
| Polgármester | Polgármester       | Polgármester |  |
| ------------ | ------------------ | ------------ |  |
| 1990–1994    | Somodi György      | független    |  |
| 1994–1998    | Petneházi Bálintné | független    |  |
| 1998–2002    | Petneházi Bálintné | független    |  |
| 2002–2006    | Petneházi Bálintné | független    |  |
| 2006–2010    | Petneházi Bálintné | független    |  |
| 2010–2014    | Petneházi Bálintné | független    |  |
| 2014–2019    | Petneházi Bálintné | független    |  |
| 2019–2024    | Nagy Zsoltné       | független    |  |
| 2024–        | Nagy Zsoltné       | független    |  |

## Népesség
A település népességének változása:
| Lakosok száma | 388  | 383  | 360  | 356  | 380  | 379  | 366  |
|               | 2013 | 2014 | 2019 | 2021 | 2022 | 2023 | 2024 |

2001-ben a település lakosságának közel 100%-a magyar nemzetiségűnek vallotta magát.
A 2011-es népszámlálás során a lakosok 94,7%-a magyarnak, 1,7% cigánynak, 0,2% németnek, 0,2% románnak, 0,2% szlováknak mondta magát (5% nem nyilatkozott; a kettős identitások miatt a végösszeg nagyobb lehet 100%-nál). A vallási megoszlás a következő volt: római katolikus 4,3%, református 14,1%, evangélikus 3,6%, görögkatolikus 0,2%, felekezeten kívüli 62,9% (14,1% nem nyilatkozott).
2022-ben a lakosság 96,3%-a vallotta magát magyarnak, 1,8% szerbnek, 1,8% ukránnak, 1,6% németnek, 0,5% szlováknak, 0,3% görögnek, 0,3% lengyelnek, 0,3% románnak, 1,3% egyéb, nem hazai nemzetiségűnek (3,7% nem nyilatkozott; a kettős identitások miatt a végösszeg nagyobb lehet 100%-nál). Vallásuk szerint 17,4% volt református, 5,8% római katolikus, 2,4% evangélikus, 0,5% görög katolikus, 1,6% egyéb keresztény, 0,8% egyéb katolikus, 48,9% felekezeten kívüli (22,6% nem válaszolt).

## Nevezetességei
- A Körös holtágai.
- Körös–Maros Nemzeti Park
- Csárdaszállási Szabadidő Sport Klub
- Templom

## Nevezetes személyek
- Itt hunyt el 1988. november 22-én Hangyál Károly, magyar vegyészmérnök.